# Hicham El Guerrouj
Hicham El Guerrouj (født 14. september 1974) er en marokkansk tidligere atlet, som dystede på mellemdistancerne. Han har verdensrekorder på 1500 meter (3:26.00), milen (3:43.13) og 2000 meteren (4:44.79). Han har fået tilnavnet "King of the Mile".

## Internationale Medaljer

### Olympiske Medaljer
- Sølv, 2000, Sydney, 1500 meter
- Guld, 2004, Athen, 1500 meter
- Guld, 2004, Athen, 5000 meter

### Verdensmesterskaber
- Sølv, 1995, Göteborg, 1500 meter
- Guld, 1997, Athen, 1500 meter
- Guld, 1999, Sevilla, 1500 meter
- Guld, 2001, Edmonton, 1500 meter
- Guld, 2003, Paris, 1500 meter
- Sølv, 2003, Paris, 5000 meter

## Personlige Rekorder
| Distance   | Tid      | Dato              | Lokalitet |
| ---------- | -------- | ----------------- | --------- |
| 800 meter  | 1:42.70  |                   | Træning   |
| 1000 meter | 2:16.85  | 12. juli 1992     | Nice      |
| 1500 meter | 3:26.00  | 14. juli 1998     | Rom       |
| Mile       | 3:43.13  | 7. juli 1999      | Rom       |
| 2000 meter | 4:44.79  | 7. september 1999 | Berlin    |
| 3000 meter | 7:23.09  | 3. september 1993 | Bruxelles |
| 5000 meter | 12:50.24 | 12. marts 2003    | Ostrava   |